# Auguste de Thysebaert
Auguste Joseph de Thysebaert (Brussel, 1 mei 1766 - 27 oktober 1822) was een Zuid-Nederlands edelman.

## Familie
Thysebaert behoorde tot een oud Vlaams geslacht: Jacobus, baron van Thysebaerts was raadspensionaris van Gent. De overgrootvader van Auguste ontving in 1712 adelsbrieven van de Spaanse koning. In de 18e eeuw verfranste de familie haar naam tot "de" Thysebaert. Auguste was een zoon van advocaat Annibal Thysebaert en van Caroline de Iturrieta.
Hij trouwde in 1791 met Marie-Anne Misson (1767-1842), dochter van jonkheer Jean Misson, secretaris bij de Soevereine Raad van Brabant. Ze kregen zeven kinderen, onder wie twee zoons die voor nageslacht zorgden.
Onder zijn kleinkinderen bevond zicht de bisschop Rudolph Franz von Thysebaert (1798-1868), zoon van Carolus Franciscus Josephus von Thysebaert en Maria Carolina Borromei Tecla Walburga Czernin von Chudenicz, geboren in Salzburg, bisschop van Olmütz.

## Carrière
In de Franse tijd was hij gemeenteraadslid en adjoint au maire van Brussel. Hij was ook lid van het kiescollege voor het Dijledepartement.
In januari 1814 werd hij bevorderd tot empirebaron, een maand later bevestigd door open brieven.
Onder het Verenigd Koninkrijk der Nederlanden werd hij in april 1816 opgenomen in de Ridderschap van de provincie Zuid-Brabant en erkend in de erfelijke adel met de persoonlijke titel baron.
Hij werd:
- lid van de Provinciale Staten van Zuid-Brabant;
- directeur van de Koninklijke academie voor schilderkunst, beeldhouwkunst en architectuur;
- directeur van de Koninklijke Loterij;
- conservator van het Koninklijk Museum voor Schone Kunsten in Brussel.